# Aeropo I di Macedonia
Aeropo I (in greco antico: Ἀέροπος?, in latino: Aĕrŏpus; ... – 576 a.C.) fu un re macedone della dinastia argeade, che regnò nella prima metà del sesto secolo a.C..
Secondo la testimonianza di Erodoto, era figlio di Filippo I e  padre di Alceta I. Secondo quanto riporta Eusebio nel Chronicon, regnò per 20 anni.
Giustino racconta che al momento in cui salì al trono era un bambino e, nonostante questo, fu portato sul fronte della battaglia per incoraggiare i Macedoni, all'epoca in guerra contro gli Illiri e i Traci. La presenza del giovane re sul fronte rincuorò l'esercito a tal punto che i Macedoni capovolsero le sorti della guerra, fino a quel momento favorevoli ai nemici, e sconfissero gli Illiri e i Traci.